# Google Sooner
Google sooner (Или же HTC EXCA 300) — прототип первого смартфона на базе операционной системы ранней версии Android, разработанный компанией Google в 2007. Устройство никогда не выпускалось в массовое производство и предназначалось исключительно для внутреннего тестирования и разработки Android

## История
Google Sooner был разработан в 2007 в рамках ранних этапов разработки Android, когда Google активно работала над созданием операционной системы для мобильных устройств. Устройство стало важным шагом в эволюции Android.
Был разработан совместно с компанием HTC, она же и выпустила первый серийный Android-Смартфон.

## Программное Обеспечение
Сборка Android в Google Sooner датируется 15 мая 2007 года с кодовым названием и номером сборки «Android htc-2065.0.8.0.0» — это самая ранняя версия операционной системы от Google, которая известна публике. Она также сильно отличается по дизайну и интерфейсу от Android Milestone 3, которую презентовали Сергей Брин и Стив Горовиц в демонстрационном ролике.